# John Garrett
Pour les articles homonymes, voir Garrett.
John Murdoch Garrett (né le 17 juin 1951 à Trenton, en Ontario, au Canada) est un joueur professionnel de hockey sur glace devenu analyste de matchs de hockey pour le réseau de télévision Sportsnet.

## Carrière de joueur
Garrett évolue avec les Petes de Peterborough dans l’Association de hockey de l’Ontario, maintenant la Ligue de hockey de l'Ontario. Avec Peterborough, Garrett connaît deux bonnes saisons et est un gardien dominant dans la ligue en remportant le trophée Dave-Pinkney remis aux gardiens de l’équipe ayant encaissé le moins de buts au cours de la saison. Il en est le récipiendaire durant les deux saisons. 
Durant ses deux saisons avec les Petes, il est le meneur de la ligue pour la meilleure moyenne de buts allouée avec 2.99 et 2.96 et pour les blanchissages avec 3 et 5. Il est nommé dans les équipes d’étoiles chaque saison.En 1970, sur la deuxième et l’année suivante sur la première. 
Fait étonnant, Garrett est prêté durant les séries éliminatoires de 1970 par les Petes aux Canadiens Juniors de Montréal durant le tournoi de la Coupe Mémorial comme gardien auxiliaire. Il joue finalement durant 9 parties et remporte 7 parties avec cette équipe ainsi que la Coupe Mémorial.

### Association mondiale de hockey
Durant l’été 1971 se déroule le repêchage annuel de la Ligue nationale de hockey à Montréal. John Garrett est choisi en 3e ronde, le 38e au total par les Blues de Saint-Louis et le deuxième gardien de but de l’encan après Michel Deguise. À l’automne 1971, il évolue dans la Ligue centrale de hockey (1963-1984) avec les Blues de Kansas City, un club affilié avec les Blues de Saint-Louis. Durant sa seule saison dans cette ligue et cette équipe, il est le meneur pour les blanchissages avec 3. L’année suivante, il évolue avec les Robins de Richmond dans la Ligue américaine de hockey. En septembre 1972, les Blues l’échangent aux Black Hawks de Chicago. Durant l’année, il change de ligue et d’équipe et évolue pour les Buckaroos de Portland dans la Western Hockey League (1952-1974).
En 1972, les Fighting Saints du Minnesota de la nouvelle ligue de l’Association mondiale de hockey le repêchent. Garrett aura une chance de pouvoir se faire valoir dans les ligues majeures. Dès la saison 1973-1974, il partage les buts avec Mike Curran. Il obtient son premier blanchissage le 20 octobre 1973 contre les Whalers de la Nouvelle-Angleterre. En 1974, il participe au match des étoiles de l’Association mondiale de hockey. Il participe aussi aux matchs de 1977 et de 1978.
Il demeure durant deux saisons et demie avec Minnesota où il évolue pour 40, 58 et 52 parties par saison. Le 27 février 1976, sa saison avec Minnesota se termine, car le club fait faillite. Il signe le 1er mars avec les Toros de Toronto où il termine la saison avec son ancien coéquipier de l'époque des Canadiens junior durant la Coupe Mémorial, Wayne Wood. Le 30 juin 1976, John Garrett apprend qu'il joue dans une autre ville à l'automne, car la franchise des Toros de Toronto est déménagée à Birmingham (Alabama). Avec les Bulls, il a une saison très occupée où il évolue dans 65 parties. Il est le deuxième au chapitre des parties jouées cette année-là dans l'AMH après Don McLeod. C'est à Birmingham qui hérite de son surnom chi-chi ou Cheech. Cette saison lui permet d'être nommée dans la première équipe d'étoiles de l'Association mondiale de hockey et d'être le meneur pour les blanchissages, avec 4, pour la ligue.
L'année suivante, il est impliqué dans 58 parties. Il est le meneur de la ligue à ce sujet pour cette saison-là. Le 7 décembre 1977, il est déjoué par Gordie Howe lors d'une partie contre les Whalers de la Nouvelle-Angleterre. Il s'agit du 1000e but professionnel inscrit par Monsieur Hockey. Garrett, lui-même, lui remet la rondelle historique. À l'été 1978, Garrett est échangé aux Whalers de la Nouvelle-Angleterre pour la dernière saison de l'AMH. Il a la chance d'évoluer avec les membres de la famille Howe, Gordie ainsi que ses fils Mark et Marty. Il joue 41 parties et a un dossier de 20 victoires, 17 défaites, 4 nulles ainsi que 2 blanchissages. À la fin de la saison 1978-1979, Garrett est troisième pour le nombre de parties jouées ainsi que pour le nombre de blanchissages effectués dans les records de l'AMH.

### Ligue nationale de hockey
Les Whalers de la Nouvelle-Angleterre sont admis dans la LNH pour la saison 1979-1980. Ils deviennent les Whalers de Hartford. Au cours de l'été 1979 a lieu le repêchage d'expansion. Les Whalers ne peuvent que protéger deux gardiens de but ainsi que deux avants. Hartford a acquis les droits sur Garrett, dans la LNH, des Black Hawks de Chicago. Ces derniers avaient toujours les droits sur Garrett pour la LNH depuis son départ pour aller évoluer dans l'AMH. Au repêchage d'expansion, Garrett est protégé par les Whalers comme un des deux gardiens de but.
Le 13 octobre 1979, il joue sa première partie dans la Ligue nationale de hockey contre les Penguins de Pittsburgh. Les Whalers auront une nulle à Pittsburgh. Il est le gardien le plus occupé avec 52 parties en action et a la chance d'évoluer durant la dernière saison de Gordie Howe et de Bobby Hulll, deux légendes. Lui et son coéquipier Al Smith mènent les Whalers en séries éliminatoires dès leur première saison dans la LNH. Ils affrontent les Canadiens de Montréal. Ils ne font pas le poids face aux glorieux et sont éliminés en 3 matchs. Il demeure une saison et demie de plus avec Hartford. Il est dans 54 parties en 1980-1981 et 16 parties en 1981-1982. Le 12 janvier 1982, il est échangé aux Nordiques de Québec contre Michel Plasse et un choix de 4e ronde au repêchage de 1983. Le 17 janvier suivant, il joue son premier match avec Québec qu'il remporte 7 à 5 contre les Jets de Winnipeg. Durant les séries éliminatoires de 1982, les Nordiques éliminent les Canadiens en première ronde. En deuxième ronde, ils affrontent les Bruins de Boston. Après le premier match remporté par Boston, le gardien numéro 1 des Nordiques, Daniel Bouchard, est victime d'un empoisonnement alimentaire. Il devra être absent de l'action. C'est Garrett qui prend la relève. Une grosse commande s'offre à lui. Dans le deuxième match, les Bruins l'emportent à nouveau 8 à 4 à Boston. Au troisième match, Garrett est toujours en fonction et les Nordiques l'emporte 3 à 2 à Québec, en prolongation, sur un but de Wilf Paiement. Garrett aide son équipe à demeurer compétitive. Il aide son équipe à revenir de l'arrière et les Nordiques iront à la limite d'un septième match pour déterminer un vainqueur. Garrett a permis 3 victoires et deux défaites aux Nordiques en remplacement de Daniel Bouchard. Pour le septième match, Bouchard est l'homme de confiance de l'entraîneur Michel Bergeron. Les Nordiques remportent le match 2 à 1 et la série contre Boston.  Daniel Bouchard est l'homme de confiance dans la série suivante contre les champions défendant, les Islanders de New York.
En 1982-1983, Il commence la saison avec Québec, il évolue durant 17 parties obtenant 6 victoires, 8 défaites et 2 nuls. Avec le rendement prometteur de la recrue, Clint Malarchuk, les Nordiques échangent Garrett aux Canucks de Vancouver en retour d'Anders Eldebrink le 4 février 1983. Son dernier match avec les Nordiques eut lieu le 22 janvier 1983 avec une victoire de 7 à 3 contre les Penguins de Pittsburgh. Avec les Canucks, il joue 17 parties. Le destin de Garrett est complètement changé en l'espace de 24 heures. Le 4 février, le jour de sa transaction, il rejoint sa nouvelle équipe à Toronto pour un match le lendemain contre les Maple leafs au Maple Leaf Gardens. Durant le match, le gardien de but numéro un des Canucks, Richard Brodeur, se blesse sérieusement en ayant l'oreille gauche lacérée et son tympan perforé par un tir de Dan Daoust. Garrett doit le remplacer dans la partie et pour les parties suivantes.
3 jours plus tard, le 8 février, a lieu le match des étoiles de la LNH au Nassau Coliseum à Uniondale à l'aréna des Islanders de New York. À ce match, Richard Brodeur doit jouer son premier match des étoiles dans la LNH, comme représentant de l'Association de l'Ouest. Il est remplacé par son coéquipier, John Garrett. À 10:04 en deuxième période, John Garrett fait son entrée dans son premier match des étoiles de la LNH en compagnie du gardien de but de l'Association de l'Est, Pelle Lindbergh. Sa présence se déroule bien, il n'accorde pas de but pour le reste de la deuxième période et jusqu'à 14 minutes et 4 secondes en 3e. Il est déjoué par Don Maloney. Les grandes vedettes de la LNH ne se sont pas démarquées durant cette partie. Il y a un vote à 10 minutes de la fin de la partie pour déterminer le joueur du match, les journalistes choisissent Garrett mais dans les dix dernières minutes de la partie, Wayne Gretzky inscrit 3 buts dans les 10 dernières minutes et un autre dans la même période. Il inscrit 4 buts en troisième période. Un nouveau vote est tenu à la fin du match et Gretzky remporte le titre de joueur du match. Garrett est le seul joueur à avoir été nommé et dénommé du titre de joueur du match des étoiles de la Ligue nationale de hockey. Wayne Gretzky est toujours le détenteur des records pour les matchs des étoiles de la LNH, depuis ce match, concernant le nombre de buts dans un match, dans une période ainsi que du nombre de points dans une période. Il connut, après ce match, le seul blanchissage de sa carrière dans la LNH, le 2 mars 1983 contre les Jets de Winnipeg dans une victoire de 3 à 0.
Il joue deux autres saisons avec les Canucks. Il joue dans 29 matchs et 10 parties. Il a une fin de carrière ordinaire où il maintient une moyenne de 6,49 de buts alloués par match en 1984-1985. Il est surnommé « Lotto » car sa moyenne correspond au tirage de la loterie canadienne présente au Canada depuis 1982 : 6 boules sur 49.

### Hockey international et Ligue américaine de hockey
À la fin de la saison 1980-1981, les Whalers de Hartford ne sont pas qualifiés pour les séries éliminatoires. À ce moment, bien des joueurs deviennent disponibles pour leur équipe nationale en vue du championnat mondial de hockey sur glace se déroulant au printemps. Garrett est sélectionné par l'équipe du Canada pour le tournoi se déroulant en Suède. Il est le premier gardien sélectionné. Durant le tournoi, il joue dans 3 parties et alloue 8 buts. l'équipe du Canada termine quatrième à la fin du tournoi.
Il termine sa carrière en 1985-1986 en jouant 3 parties pour l'Express de Fredericton, le club-école des Canucks et des Nordiques de Québec. Il prend sa retraite et commence une nouvelle carrière.

## Carrière à la télévision
Après avoir pris sa retraite comme joueur, il devient assistant du directeur-gérant chez les Canucks de Vancouver. Il demeure en poste durant une seule saison en 1985-1986.
En 1986-1987, il commence sa nouvelle vie en travaillant dans le monde des télécommunications en étant embauché par la Canadian Broadcasting Corporation, la  (CBC). Il se joint à la légendaire équipe de l'émission Hockey night in Canada, l'émission anglaise de l'émission La Soirée du hockey, diffusée les samedis soirs depuis plus de 50 ans.  Il est analyste à cette émission et à ce réseau jusqu'en 1998. En 1988, avec CBC, il décrira les parties de hockey sur glace aux Jeux olympiques d'hiver de 1988. En 1998, il se joint à l'équipe d'analystes et de commentateurs des parties des Flames de Calgary au réseau Sportsnet. En 2002-2003, il devient l'analyste pour les parties des Canucks de Vancouver. Il est toujours avec le réseau Sportsnet et il a aussi couvert les Jeux olympiques d'hiver de 1998 et des Jeux olympiques d'hiver de 2010.

## Vie personnelle
Il est amateur de golf, lecteur de romans de John Grisham, Robert Ludlum et de Robin Cook. Il est marié, père de deux filles et grand-père de deux petits-fils.
Il joue occasionnellement dans les équipes des anciens Canucks.

## Statistiques

### En club
| Saison     | Équipe                            | Ligue          |     | Saison régulière | Saison régulière | Saison régulière | Saison régulière | Saison régulière | Saison régulière | Saison régulière | Saison régulière | Saison régulière | Saison régulière |    | Séries éliminatoires | Séries éliminatoires | Séries éliminatoires | Séries éliminatoires | Séries éliminatoires | Séries éliminatoires | Séries éliminatoires | Séries éliminatoires | Séries éliminatoires |
| Saison     | Équipe                            | Ligue          | PJ  | V                | D                | Pr/N             | Min              | BC               | Moy              | % Arr            | Bl               | Pun              | PJ               | V  | D                    | Min                  | BC                   | Moy                  | % Arr                | Bl                   | Pun                  |                      |                      |
| 1969-1970  | Petes de Peterborough             | OHA            | 48  |                  |                  |                  | 2 850            | 142              | 2,99             |                  | 3                | 8                | 6                | 2  | 4                    | 360                  | 21                   | 3,5                  |                      | 0                    |                      |                      |                      |
| 1970       | Canadien junior de Montréal       | Coupe Memorial | 9   | 7                | 1                | 0                | 371              | 19               | 3,07             |                  | 0                |                  | 9                | 7  | 1                    | 371                  | 19                   | 3,07                 |                      | 0                    |                      |                      |                      |
| 1970-1971  | Petes de Peterborough             | OHA            | 51  |                  |                  |                  | 3 062            | 151              | 2,96             |                  | 5                | 21               | 5                | 0  | 3                    | 298                  | 22                   | 4,43                 |                      | 0                    |                      |                      |                      |
| 1971-1972  | Blues de Kansas City              | LCH            | 35  | 13               | 14               | 7                | 2 041            | 121              | 3,55             |                  | 3                | 10               | -                | -  | -                    | -                    | -                    | -                    | -                    | -                    | -                    |                      |                      |
| 1972-1973  | Buckaroos de Portland             | WHL            | 17  | 6                | 8                | 2                | 951              | 52               | 3,28             |                  | 2                | 2                | -                | -  | -                    | -                    | -                    | -                    | -                    | -                    | -                    |                      |                      |
| 1972-1973  | Robins de Richmond                | LAH            | 37  |                  |                  |                  | 2 138            | 117              | 3,26             |                  | 0                | 2                | 3                | 0  | 3                    | 123                  | 17                   | 8,29                 |                      | 0                    | 2                    |                      |                      |
| 1973-1974  | Fighting Saints du Minnesota      | AMH            | 40  | 21               | 18               | 0                | 2 290            | 137              | 3,59             |                  | 1                | 10               | 7                | 4  | 2                    | 372                  | 25                   | 4,03                 |                      | 0                    | 14                   |                      |                      |
| 1974-1975  | Fighting Saints du Minnesota      | AMH            | 58  | 30               | 23               | 2                | 3 294            | 180              | 3,28             |                  | 2                | 6                | 12               | 6  | 6                    | 726                  | 41                   | 3,39                 |                      | 1                    | 2                    |                      |                      |
| 1975-1976  | Fighting Saints du Minnesota      | AMH            | 52  | 26               | 22               | 4                | 3 179            | 177              | 3,34             |                  | 2                | 6                | -                | -  | -                    | -                    | -                    | -                    | -                    | -                    | -                    |                      |                      |
| 1975-1976  | Toros de Toronto                  | AMH            | 9   | 3                | 6                | 0                | 551              | 33               | 3,59             |                  | 1                | 0                | -                | -  | -                    | -                    | -                    | -                    | -                    | -                    | -                    |                      |                      |
| 1976-1977  | Bulls de Birmingham               | AMH            | 65  | 24               | 34               | 4                | 3 803            | 224              | 3,53             |                  | 4                | 21               | -                | -  | -                    | -                    | -                    | -                    | -                    | -                    | -                    |                      |                      |
| 1977-1978  | Bulls de Birmingham               | AMH            | 58  | 24               | 31               | 1                | 3 306            | 210              | 3,81             |                  | 2                | 26               | 5                | 1  | 4                    | 271                  | 26                   | 5,76                 |                      | 0                    | 0                    |                      |                      |
| 1978-1979  | Whalers de la Nouvelle-Angleterre | AMH            | 41  | 20               | 17               | 4                | 2 496            | 149              | 3,58             |                  | 2                | 6                | 8                | 4  | 3                    | 447                  | 32                   | 4,3                  |                      | 0                    | 0                    |                      |                      |
| 1979-1980  | Whalers de Hartford               | LNH            | 52  | 16               | 24               | 11               | 3 046            | 202              | 3,98             |                  | 0                | 12               | 1                | 0  | 1                    | 60                   | 8                    | 8,02                 | 80                   | 0                    | 0                    |                      |                      |
| 1980-1981  | Whalers de Hartford               | LNH            | 54  | 15               | 27               | 12               | 3 152            | 241              | 4,59             |                  | 0                | 2                | -                | -  | -                    | -                    | -                    | -                    | -                    | -                    | -                    |                      |                      |
| 1981-1982  | Whalers de Hartford               | LNH            | 16  | 5                | 6                | 4                | 898              | 63               | 4,21             |                  | 0                | 2                | -                | -  | -                    | -                    | -                    | -                    | -                    | -                    | -                    |                      |                      |
| 1981-1982  | Nordiques de Québec               | LNH            | 12  | 4                | 5                | 3                | 720              | 62               | 5,17             |                  | 0                | 0                | 5                | 3  | 2                    | 323                  | 21                   | 3,91                 | 86,7                 | 0                    | 0                    |                      |                      |
| 1982-1983  | Nordiques de Québec               | LNH            | 17  | 6                | 8                | 2                | 953              | 64               | 4,03             | 87,4             | 0                | 2                | -                | -  | -                    | -                    | -                    | -                    | -                    | -                    | -                    |                      |                      |
| 1982-1983  | Canucks de Vancouver              | LNH            | 17  | 7                | 6                | 3                | 934              | 48               | 3,08             | 90,5             | 1                | 0                | 1                | 1  | 0                    | 60                   | 4                    | 4,01                 | 86,7                 | 0                    | 0                    |                      |                      |
| 1983-1984  | Canucks de Vancouver              | LNH            | 29  | 14               | 10               | 2                | 1 653            | 113              | 4,1              | 85,1             | 0                | 9                | 2                | 0  | 0                    | 18                   | 0                    | 0                    | 1                    | 0                    | 0                    |                      |                      |
| 1984-1985  | Canucks de Vancouver              | LNH            | 10  | 1                | 5                | 0                | 407              | 44               | 6,49             | 81,9             | 0                | 14               | -                | -  | -                    | -                    | -                    | -                    | -                    | -                    | -                    |                      |                      |
| 1985-1986  | Express de Fredericton            | LAH            | 3   | 2                | 1                | 0                | 179              | 9                | 3,02             |                  | 0                | 2                | -                | -  | -                    | -                    | -                    | -                    | -                    | -                    | -                    |                      |                      |
| Totaux AMH | Totaux AMH                        | Totaux AMH     | 323 | 148              | 151              | 15               | 18 919           | 1 110            | 3,52             | 89,4             | 14               | 75               | 32               | 15 | 15                   | 2 968                | 203                  |                      |                      | 1                    | 16                   |                      |                      |
| Totaux LNH | Totaux LNH                        | Totaux LNH     | 207 | 68               | 91               | 37               | 11 763           | 837              | 4,27             | 86,6             | 1                | 41               | 9                | 4  | 3                    | 460                  | 33                   | 4,3                  |                      | 0                    | 0                    |                      |                      |

### En équipe nationale
| Année | Équipe | Compétition          |   | PJ | V | D | Pr/N | Min | BC | Moy | % Arr | Bl | Pun      |  | Résultat |
| 1981  | Canada | Championnat du monde | 3 |    |   |   | 120  | 8   | 4  |     |       |    | 4e place |  |          |